# Puch S4
La Puch S4 è un modello di motocicletta stradale da 250 cm³ prodotta della Steyr-Daimler-Puch fra il 1934 ed il 1942.

## Descrizione
Peculiarità del modello era l'adozione del motore a due tempi, a quei tempi ancora abbastanza raro; il propulsore adottato, in particolare, era un motore unidirezionale, costituito da due pistoni e un unico cilindro con doppia camma: l'albero motore ruota, in questa configurazione longitudinale, parallelamente all'asse del motociclo, presentando sia l'immissione dell'alimentazione che l'uscita per l'impianto di scarico sul lato sinistro.